# The Best Damn Thing (single)
"The Best Damn Thing" is de vierde single van Avril Lavigne's gelijknamige derde studioalbum. Het is in 2008 uitgebracht. De video is op 28 februari 2008 opgenomen en is geregisseerd door Wayne Isham.

## Tracklist

### Cd-single 1
1. "The Best Damn Thing" – 3:09
2. "Sk8er Boi" (MSN Control Room)

### Cd-single 2
1. "The Best Damn Thing" – 3:09
2. "Girlfriend" (MSN Control Room) – 4:06
3. "Innocence" (MSN Control Room) – 3:51
4. "Hot" (MSN Control Room) – 3:49
5. "Losing Grip" (MSN Control Room) – 4:10

### Cd-single 3
1. "The Best Damn Thing" – 3:09
2. "Adia" (MSN Control Room)